# Eriogonum ordii
Eriogonum ordii är en slideväxtart som beskrevs av S. Wats.. Eriogonum ordii ingår i släktet Eriogonum och familjen slideväxter. Inga underarter finns listade i Catalogue of Life.